# Carlo Maria Gentili
Carlo Maria Gentili – włoski brydżysta. Jego partnerem brydżowym jest Luigina Gentili.

## Wyniki brydżowe

### Zawody krajowe
Carlo Maria Gentili występuje systematycznie w zawodach we Włoszech. Startuje najczęściej w Lombardii. Na turnieju AB Varese w marcu 2013 roku w zespole Gentili zdobył 1. miejsce w finale B
.

### Zawody europejskie
W europejskich zawodach zdobył następujące lokaty:
| Zawody europejskie. Konkurencja teamów | Zawody europejskie. Konkurencja teamów | Zawody europejskie. Konkurencja teamów | Zawody europejskie. Konkurencja teamów | Zawody europejskie. Konkurencja teamów | Zawody europejskie. Konkurencja teamów |
| Rok                                    | Miejsce                                | Zawody                                 | Kategoria                              | Drużyna                                | Pozycja                                |
| -------------------------------------- | -------------------------------------- | -------------------------------------- | -------------------------------------- | -------------------------------------- | -------------------------------------- |
| 2013                                   | Ostenda                                | 6. Otwarte Mistrzostwa Europy          | Seniorzy                               | Bardin                                 | 3                                      |

| Zawody europejskie. Konkurencja par | Zawody europejskie. Konkurencja par | Zawody europejskie. Konkurencja par | Zawody europejskie. Konkurencja par | Zawody europejskie. Konkurencja par | Zawody europejskie. Konkurencja par |
| Rok                                 | Miejsce                             | Zawody                              | Kategoria                           | Partner                             | Pozycja                             |
| ----------------------------------- | ----------------------------------- | ----------------------------------- | ----------------------------------- | ----------------------------------- | ----------------------------------- |
| 2009                                | San Remo                            | 4. Otwarte Mistrzostwa Europy       | Miksty                              | Luigina Gentili                     | 42                                  |

## Klasyfikacja
- Carlo Maria Gentili – klasyfikacja WBF (ang.)
- Carlo Maria Gentili – klasyfikacja EBL (ang.)